# Bahnhof Paris-Montparnasse
Der Bahnhof Paris-Montparnasse (französisch Gare de Paris-Montparnasse) ist einer der sechs großen Kopfbahnhöfe von Paris. Er liegt im Südwesten der Stadt in deren 15. Arrondissement an der Place Raoul Dautry.
Der Bahnhof ist ein wichtiger Verkehrsknotenpunkt mit Umsteigemöglichkeiten zwischen vier Linien der Métro (Linien 4, 6, 12 und 13) und Verbindungen im Hochgeschwindigkeitsnetz der französischen Eisenbahngesellschaft SNCF, die mit TGV-Zügen von dort vor allem die Hauptverkehrslinien in Richtung Bretagne und Atlantikküste, in den Westen und Südwesten Frankreichs und Hendaye an der spanischen Grenze bedient.

## Geschichte

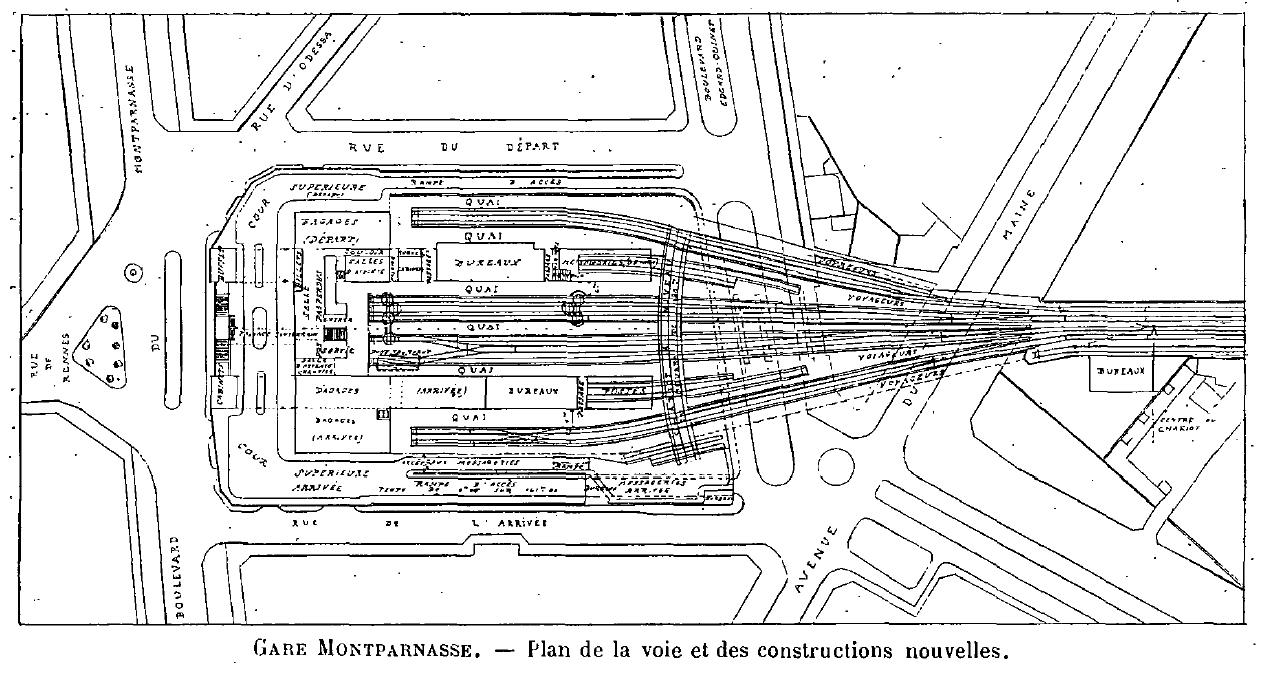
Plan des zweiten Bahnhofs aus dem Jahr 1898

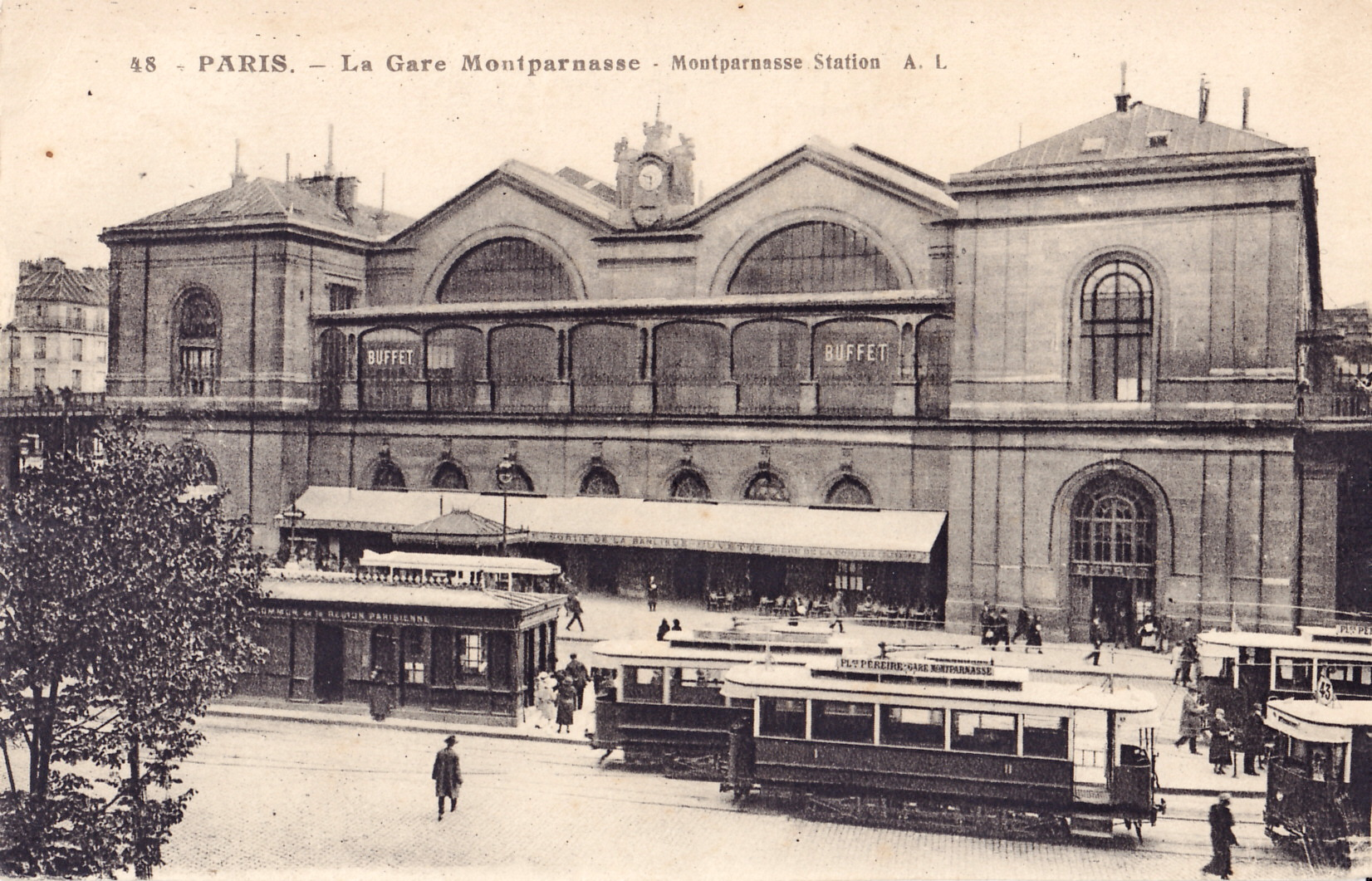
Empfangsgebäude von 1852

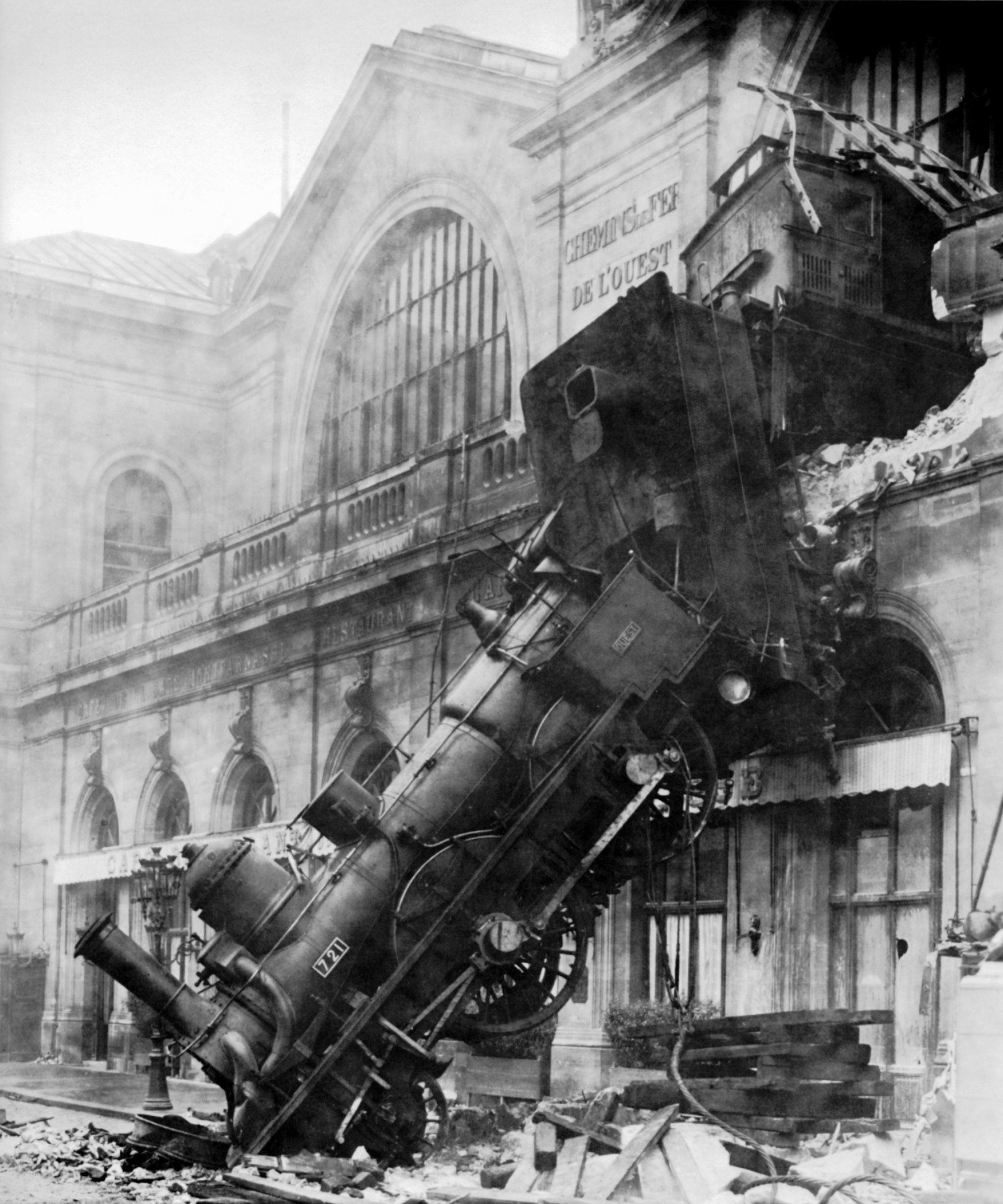
Eisenbahnunfall 1895

Der erste Gare Montparnasse wurde 1840 unter dem Namen Gare de l’Ouest – Rive gauche am Ende der Rue de Rennes an der damaligen Place de Rennes (heute Place du 18 juin 1940) gebaut. Der Standort lag etwa 330 Meter vom Haupteingang des heutigen Gare Montparnasse entfernt. Da der alte Bahnhof dem gestiegenen Verkehrsaufkommen schon bald nicht mehr gewachsen war, wurde von 1848 bis 1852 unter der Leitung des Ingenieurs Eugène Flachat der zweite Gare de l’Ouest auf den Fundamenten des ersten Bahnhofs erbaut.
Gegen Ende des 19. und zu Beginn des 20. Jahrhunderts kamen am Gare de l’Ouest zahlreiche Wanderarbeiter (vor allem Bretonen) an, um in Paris Arbeit zu suchen.

### Eisenbahnunfall

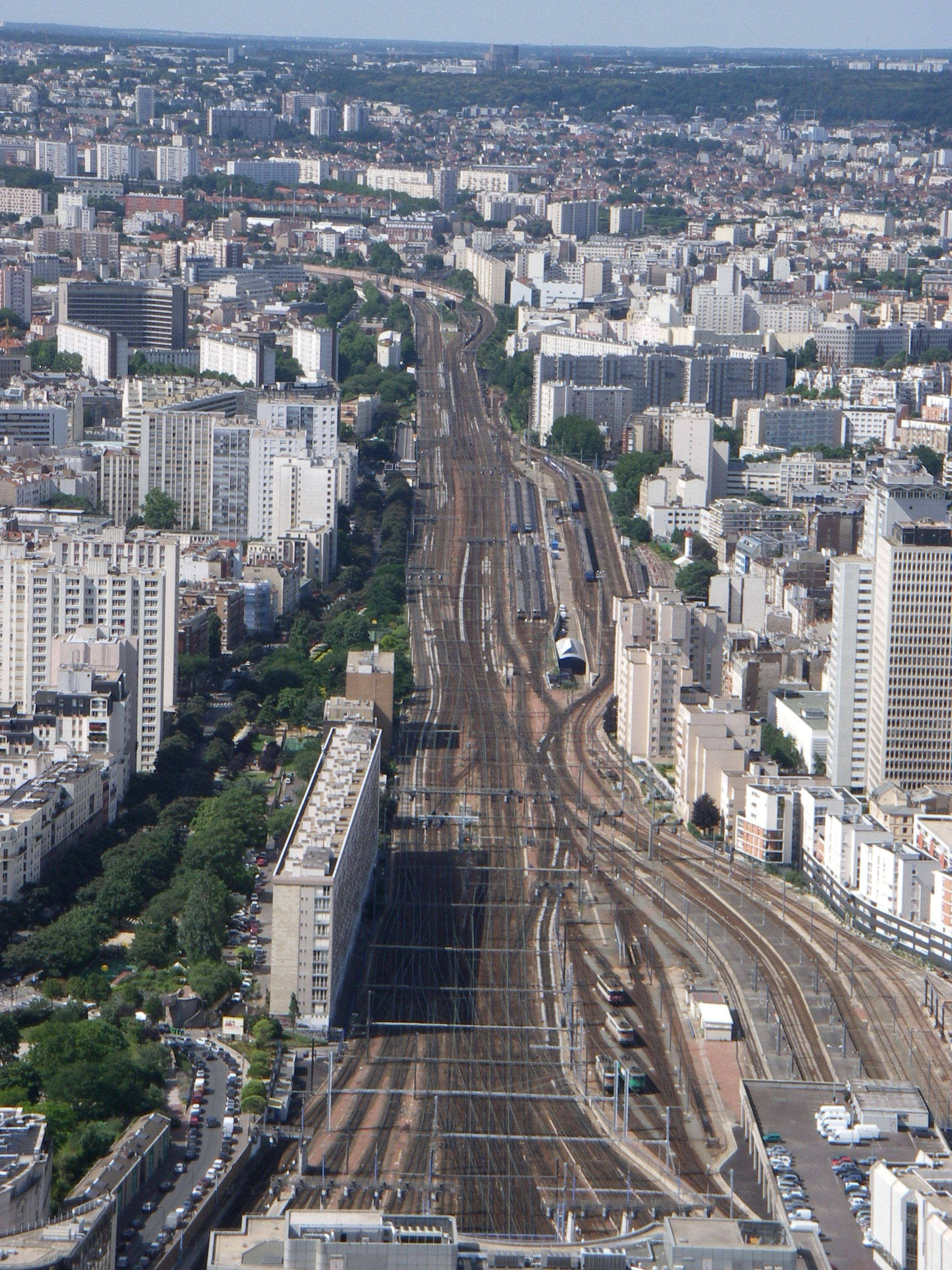
Blick auf das Gleisvorfeld des Gare Montparnasse

Der Bahnhof wurde durch einen schweren Eisenbahnunfall am 22. Oktober 1895 bekannt. Dabei durchschlug die Lokomotive eines Zuges, der von Granville nach Paris unterwegs war, nach Bremsversagen die Gebäudemauer des Kopfbahnhofes. Mit dem Vorderteil kippte sie auf die etwa zehn Meter tiefer gelegene Straße; die 14 Wagen blieben auf den Gleisen stehen. Eine Passantin wurde von herabfallenden Trümmerstücken erschlagen. Das Foto der aus dem Bahnhofsgebäude herabhängenden Lok ist auch heute noch sehr verbreitet.

## Heute
Der aktuelle Bahnhof wurde im Rahmen eines Immobilienprojekts in den 1960er Jahren an der Place Raoul Dautry zeitgleich mit dem Hochhaus Tour Montparnasse erbaut und 1990 im Zuge der Inbetriebnahme des ersten Abschnitts der Hochgeschwindigkeitsstrecke LGV Atlantique neu gestaltet. Außen wurde eine Porte Océane genannte Glasfassade eingebaut, die den Blick auf die Innenarchitektur aus Beton ermöglicht und eine verbesserte Wahrnehmung als Bahnhof erlauben soll. Unter Teilen der Gleise wurde ein Parkplatz angelegt. Auf dem Dach, das 22 Gleise des Bahnhofs überspannt, befindet sich mit dem Jardin Atlantique ein etwa 150 × 230 Meter großer, öffentlich zugänglicher Garten. Dort befindet sich auch das Mémorial Leclerc.

### Bediente Strecken

Übersicht der zuständigen Bahnhöfe

- TGV Atlantique in Richtung West- und Südwestfrankreich:
  - Paris–Tours (Saint-Pierre-des-Corps)–Poitiers–Bordeaux-Saint-Jean–Toulouse-Matabiau/Tarbes/Hendaye–Irun (Spanien)
  - Paris–Tours (Saint-Pierre-des-Corps)–Poitiers–La Rochelle
  - Paris–Le Mans–Rennes–Brest/Quimper/Saint-Malo
  - Paris–Le Mans–Nantes–Saint-Nazaire–La Baule–Le Croisic
- Fernzüge (Grandes lignes)
- TER Normandie, TER Centre
- Vorstadtzüge (Transilien), die in das Département Yvelines fahren

### Zahlen

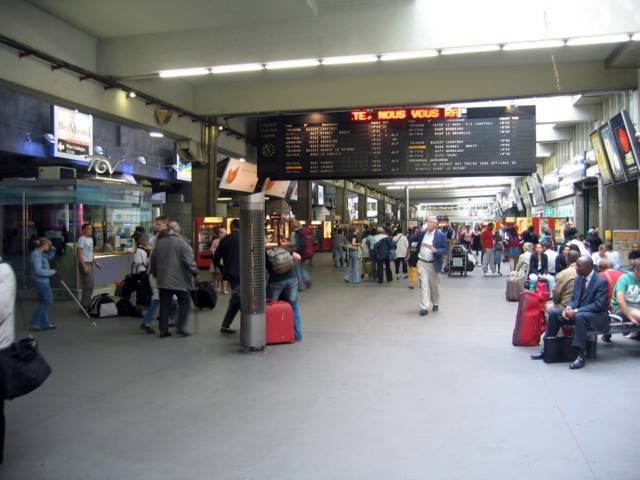
Bahnhofshalle

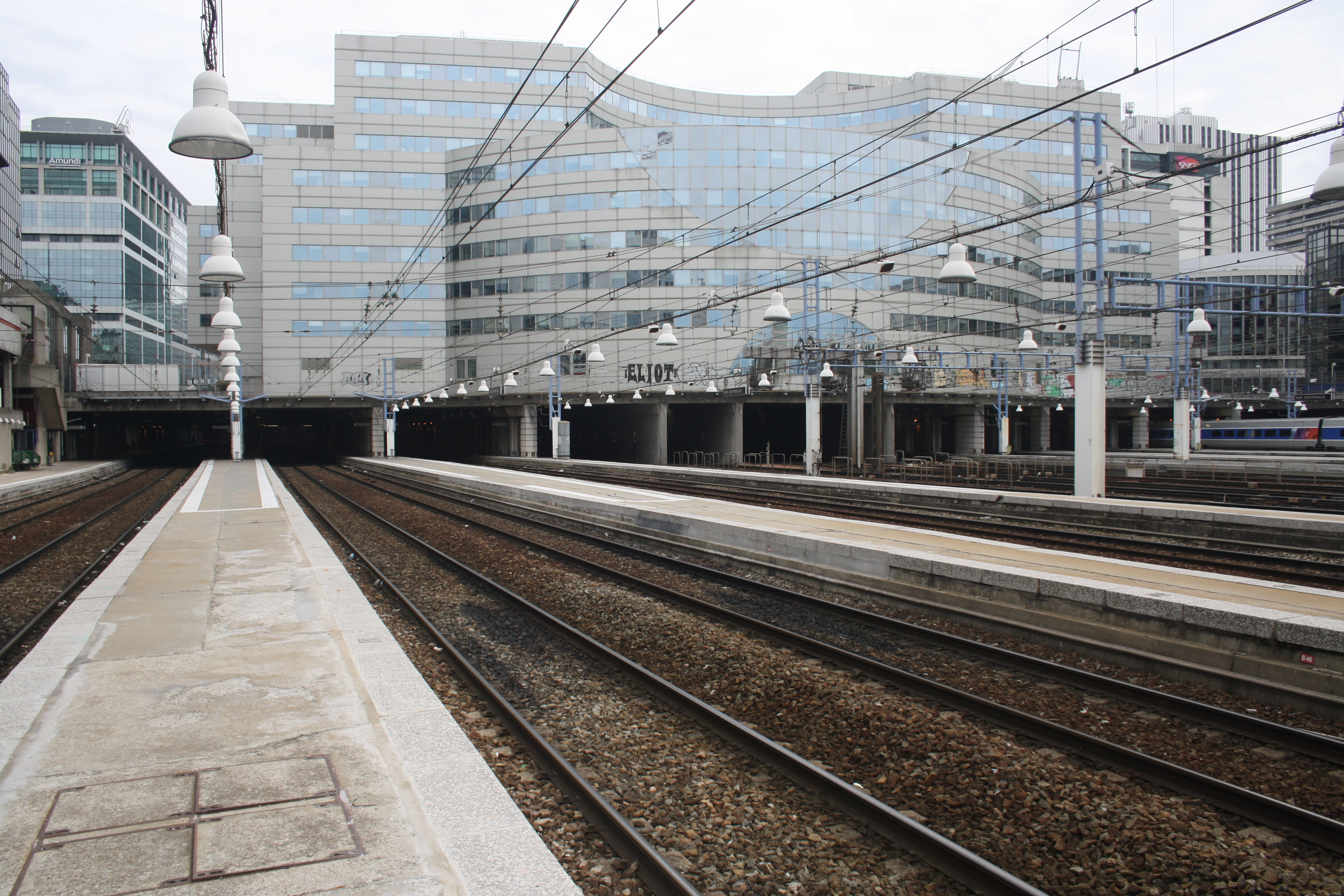
Gleisseite des Gebäudes

- Jährlich werden am Gare Montparnasse etwa 115.000 Züge abgefertigt, was einem Durchschnitt von 315 Zügen pro Tag entspricht.
- Das tägliche Passagieraufkommen liegt bei ungefähr 175.000 Personen, jedoch kann die Anzahl der Reisenden während der Ferienzeit bis zu 400.000 täglich betragen.
- 300 Mitarbeiter der SNCF sind am Gare Montparnasse beschäftigt. Für den Fahrkartenverkauf gibt es 85 Schalter und 73 Automaten.
- Im Bahnhof gibt es 28 oberirdische Gleise. Auf den Gleisen 1 bis 9 verkehren TGVs, auf den Gleisen 10 bis 17 Transilien-Züge und auf den Gleisen 18 bis 24 der TER Centre sowie TGVs. Dazu kommt noch ein Seitenflügel, der „Gare Vaugirard“, wo die Gleise 25 bis 28 verlegt sind. Von hier aus verkehren Corail Intercités (entsprechen den deutschen Intercitys), TER-Züge nach Granville und Argentan.
- Im Bahnhof gibt es insgesamt 52 Rolltreppen und 11 Aufzüge.